# Dicranomyia (Dicranomyia) euernes
Dicranomyia (Dicranomyia) euernes is een tweevleugelige uit de familie steltmuggen (Limoniidae). De soort komt voor in het Oriëntaals gebied.
De wetenschappelijk naam voor de soort werd voor het eerst gepubliceerd in 1964 door Charles Paul Alexander.